# Tri Kusharyanto
Tri Kusharyanto (n. 18 ianuarie 1974, Yogyakarta, Yogyakarta⁠(d), Indonezia) este un jucător de badminton ce a reprezentat Indonezia, medaliat olimpic. A participat la 3 ediții ale Jocurilor Olimpice (1996, 2000, 2004) în care a câștigat 1 medalie de argint.